# Maxime De Poorter
Maxime De Poorter (né le 21 avril 1996 à Ypres) est un coureur cycliste belge.

## Biographie
En 2012, Maxime De Poorter devient champion de Flandre-Occidentale en catégorie débutants (moins de 17 ans). Deux ans plus tard, il remporte une étape à la Ster van Zuid-Limburg et au Sint-Martinusprijs Kontich. Il s'impose également sur une épreuve de la Coupe de Belgique juniors (moins de 19 ans).
Il intègre l'équipe EFC-Etixx en 2015, pour ses débuts espoirs (moins de 23 ans). Lors de sa deuxième saison, il se distingue en remportant une étape puis le classement général du Tour du Piémont Vosgien, en France,. 
En 2017, il brille de nouveau chez les amateurs français en remportant la première étape de l'Essor breton ainsi que le classement général des Trois Jours de Cherbourg. Il s'impose par ailleurs sur la Hill 60-Koers, un interclub belge. Dans le calendrier de l'UCI, il obtient son meilleur résultat au mois de mars avec une huitième place sur Paris-Troyes. Ses bons résultats lui permettent d'être sélectionné en équipe nationale de Belgique espoirs. 
Lors de la saison 2018, il gagne une étape du Tour de Flandre-Orientale et obtient diverses places d'honneur. Il ne parvient toutefois pas à décrocher un contrat professionnel en Belgique. Maxime De Poorter décide alors de rejoindre le club français de l'EC Saint-Étienne Loire en 2019. Au cours du printemps, il triomphe sur une épreuve du Tour de l'Ardèche méridionale. Il se classe aussi deuxième de Châtillon-Dijon.  
Il passe finalement professionnel en 2020 au sein de l'équipe continentale Tarteletto-Isorex.

## Palmarès et classements mondiaux

### Palmarès sur route
- 2012
  - Champion de Flandre-Occidentale sur route débutants
- 2013
  - Trophée des Flandres
- 2014
  - 2e étape de la Ster van Zuid-Limburg
  - Flèche du Brabant flamand
  - 3eb étape du Sint-Martinusprijs Kontich
- 2016
  - Tour du Piémont Vosgien :
    - Classement général
    - 1re étape

  - Kermesse de Rekkem
- 2017
  - 3e étape de l'Essor breton
  - Hill 60-Koers
  - Classement général des Trois Jours de Cherbourg
- 2018
  - 3e étape du Tour de Flandre-Orientale
  - 2e de la Flèche flamande
  - 2e du Grand Prix de la Magne
  - 2e de la Heuvelland Classic
- 2019
  - 2e épreuve du Tour de l'Ardèche méridionale
  - 2e de Châtillon-Dijon
- 2021
  - 2e de l'Internatie Reningelst

## Classements mondiaux
| Année                                 | 2017  | 2018  | 2019 | 2020  | 2021  | 2022  | 2023 | 2024  |
| ------------------------------------- | ----- | ----- | ---- | ----- | ----- | ----- | ---- | ----- |
| Classement mondial                    | 2518e | 2672e | nc   | 1041e | 2123e | 1749e | nc   | 1810e |
| UCI Europe Tour                       | 1633e | 1769e | nc   | 809e  | 1441e | 1146e | nc   | nc    |
|                                       |       |       |      |       |       |       |      |       |
| Légende : nc = non classéSource : UCI |       |       |      |       |       |       |      |       |